# تريفور بيك
تريفور بيك (بالإنجليزية: Trevor Peake)‏ هو لاعب كرة قدم ومدرب كرة قدم بريطاني، ولد في 10 فبراير 1957 في نانيتون ‏ في المملكة المتحدة. لعب مع نادي لوتون تاون ونادي لينكولن سيتي.

## وصلات خارجية
- تريفور بيك على موقع قاعدة بيانات كرة القدم.إي يو (الإنجليزية)
- تريفور بيك على موقع Soccerbase.com (لاعب) (الإنجليزية)